# Agricultura molecular
La agricultura molecular  consiste en la modificación de genes de plantas con la finalidad de que éstos sean capaces de producir ciertas proteínas determinadas que podrán ser empleadas como medicinas o vacunas. Además, dichas proteínas son conocidas como fármacos producidos por plantas, PMP´s por sus siglas en inglés( Plant-made pharmaceuticals). La agricultura molecular puede permitirle a compañías farmacéuticas la producción de medicinas o fármacos a gran escala y a un costo bajo.

## Antecedentes
Herbert Boyer(1936-) y Stanley Cohen(1935-) desarrollaron el proceso de tecnología de ADN recombinante alrededor de 1970. Este proceso es el que permite a los científicos de hoy en día insertar el material genético en un organismo en el material de otro. Lo cual hace posible la agricultura molecular. 
Alrededor de 1980, se obtuvieron los primeros cultivos genéticamente modificados.

## Bases científicas
Naturalmente las plantas no producen medicinas o vacunas, para ello, éstas son modificadas genéticamente con el fin de adquirir estos rasgos. Todas las plantas, al igual que los animales y humanos contienen ADN, es decir, la secuencia de doble cadena localizada en el núcleo de las células, la cual contiene la información genética  de cada organismo vivo. Los segmentos de ADN, llamados genes proporcionan las instrucciones necesarias para la producción de ciertas proteínas. 
Mediante la adición y cambio de genes en el ADN vegetal, los científicos son capaces de controlar las proteínas que la planta podría llegar a producir. Modificar genéticamente una planta significa tomar un gen de otro organismo (usualmente de humanos) e insertarlo dentro del material genético de la planta. Gracias a los avances tecnológicos, los científicos han aprendido a identificar genes que codifiquen para determinada proteína(s) que mantengan relación con una enfermedad determinada o el combate contra esa. 
Así mismo es posible remover el gen deseado de la cadena de ADN humano y transferirlo a células de la plata. Las plantas obtenidas a partir de genes transportadores o transferencia de genes, son conocidas como plantas genéticamente modificadas y sus productos reciben el nombre de proteínas recombinantes.

## Ventajas
Usar a las plantas como fábricas productoras de proteínas recombinantes tiene varias ventajas en comparación con la fermentación clásica de bacterias, hongos, levaduras, células animales y de insecto. Por ejemplo:
- Bajo costo de producción
- Producción a gran escala
- Uso eficiente de la energía
- Sistema de producción amigable con el ambiente
- Menor riesgo de exposición a patógenos humanos/animales

## Aplicaciones
La obtención de proteínas recombinantes en plantas se ha centrado en 4 tipos de productos: anticuerpos, vacunas comestibles, biofármacos y proteínas humanas (Twyman et al., 2003). Las plantas han probado ser sistemas versátiles de producción para anticuerpos (llamados planticuerpos), como la expresión y ensamblado de las cadenas ligera y pesada de la inmunoglobulina (Ig) que forma anticuerpos funcionales en tabaco. Actualmente muchos anticuerpos han sido obtenidos en sistemas vegetales como papa, alfalfa, soya, arroz, trigo y maíz. Tales sistemas poseen gran potencial para convertirse en una fuente ilimitada y barata de anticuerpos monoclonales para uso terapéutico en humanos y animales (Danielle et al., 2001, Stoger et al., 2000).
Con la producción de proteínas recombinantes en plantas y en frutos vegetales se abordó la idea de poder desarrollar vacunas comestibles, que a través de la absorción en mucosas de las proteínas recombinantes active el sistema inmunológico. Este concepto fue probado al expresar proteínas virales y bacterianas en plantas.
La administración oral de las vacunas es una atractiva alternativa a las inyecciones debido a su potencial para disminuir costos en la cadena de frío (conservación), facilidad de administración y distribución. 